# بوب كوين (لاعب كرة قدم أسترالية)
بوب كوين (بالإنجليزية: Bob Quinn)‏ هو لاعب كرة قدم أسترالية أسترالي، ولد في 9 أبريل 1915 في Birkenhead, South Australia ‏ في أستراليا، وتوفي في 12 سبتمبر 2008 في أديلايد في أستراليا.

## وصلات خارجية
- بوب كوين على موقع AustralianFootball.com (الإنجليزية)